# Kompleks preinicjacyjny
Kompleks preinicjacyjny - biorący udział w procesie transkrypcji u eukariotów kompleks białkowy, który wiąże się z promotorem genu umożliwiając polimerazie RNA rozpoczęcie pracy. W jego skład wchodzą ogólne czynniki transkrypcyjne.

## Polimeraza RNA I
Rozpoczęcie transkrypcji przez polimerazę RNA I wymaga czynnika SL1, składającego się z białka TBP (ang. TATA-box binding protein) i białek TAF (ang. TBP-associated factors).

## Polimeraza RNA II
Ogólne czynniki transkrypcyjne wchodzące w skład kompleksu preinicjacyjnego wiążącego polimerazę RNA II to TFIIA, TFIIB, TFIID, TFIIE, TFIIF i TFIIH. Składanie sekwencyjne kompleksu preinicjacyjnego rozpoczyna się, kiedy białko TBP (ang. TATA-box binding protein), które wraz z białkami TAF (ang. TBP-associated factors) tworzy czynnik transkrypcyjny TFIID, zwiąże się z sekwencją TATA (ang. TATA box) położoną -25 nukleotydów od miejsca startu transkrypcji. TFIID rozpoznaje też i wiąże sekwencje promotorów niezawierających sekwencji TATA. Następnie dołączają do niego TFIIA i TFIIB. Kolejny etap to związanie polimerazy RNA II (pol II) i TFIIF. Do tego kompleksu dołącza TFIIE, a na końcu TFIIH. 
Wydaje się, że istnieje również alternatywna droga tworzenia kompleksu preinicjacyjnego. W komórce występuje holoenzym pol II, zawierający polimerazę RNA II, TFIIB, TFIIE, TFIIF, TFIIH, acetylotransferazę histonów oraz remodelujący chromatynę kompleks SWI/SNF, natomiast nie zawiera ogólnych czynników transkrypcyjnych TFIID i TFIIA.

## Polimeraza RNA III
Kompleks preinicjacyjny polimerazy RNA III zawiera czynniki TFIIIB (składający się z białek TFIIIB90, TBP (ang. TATA-box binding protein) i BRF homologicznego do TFIIB) i TFIIIC. Do transkrypcji 5S rRNA konieczne jest także czynnik TFIIIA.